# Теракт в пиццерии «Сбарро»
Палестинский террорист-смертник взорвался в пиццерии в центре Иерусалима 9 августа 2001 года, в результате чего погибли 16 человек, в том числе восемь детей и беременная женщина. Ещё 140 человек получили ранения, многие стали инвалидами на всю жизнь.

## Теракт
Иерусалимский филиал сети ресторанов пиццы «Сбарро» находился на углу улиц Короля Георга и Яффо в Иерусалиме, одном из самых оживлённых перекрёстков в регионе. Хотя это и не было обязательным, владелец Ноам Амар добавил дополнительные опорные столбы по совету городских инспекторов.
Алам Тамими, арабка, которую обвинили в соучастии, разведала цель, прежде чем привести террориста-смертника Аль-Масри в ресторан «Сбарро». Они прибыли незадолго до 14:00 в обеденный перерыв, когда ресторан был заполнен посетителями — «десятками женщин, детей и младенцев», а пешеходное движение снаружи было максимальным. Тамими ушла до того, как Аль-Масри, который, как предполагалось, нёс поддельный гитарный футляр или пояс со взрывчаткой весом от пяти до десяти килограммов, содержащий взрывчатку, гвозди, гайки и болты, взорвал свою бомбу.
Хавив Авраами, очевидец теракта, отметил: 

Я услышал сильный взрыв, и меня подбросило на метр в воздух. Я сразу понял, что это был взрыв бомбы, и катастрофический. Там были люди — младенцы — выброшенные через окно и залитые кровью. Вся улица была покрыта кровью и телами: мертвыми и умирающими.
 Наор Шара, ставший свидетелем атаки, рассказывал: 

Самое страшное, что я увидел, и что, я думаю, будет преследовать меня всю жизнь, — это ребёнок, который сидел в коляске возле магазина и был мёртв. После взрыва мать ребёнка вышла из магазина и начала истерически кричать.

### Вторая бомба
Впоследствии вблизи места теракта сапёры обнаружили вторую бомбу с кусками металла и гвоздями. Её, скорее всего, планировалось взорвать, когда прибудут спасатели.

## Жертвы
Погибли 16 человек:
1. Гиора Балаш, 60 лет
2. Цвика Голомбек, 26
3. Шошана Иегудит Гринбаум, 31 год (вместе с ней погиб её неродившийся ребёнок)[3]
4. Техила Маоз, 18 лет
5. Фрида Мендельсон, 62 года
6. Михаль Разиэль, 16 лет
7. Малка Рот, 15 лет
8. Мордехай Схивесхурдер, 43 года
9. Цира Схивесхурдер, 41 год
10. Раая Схивесхурдер, 14 лет
11. Авраам Ицхак Схивесхурдер, 4 года
12. Хемда Схивесхурдер, 2 года
13. Лилия Шимашвили, 33 года
14. Тамара Шимашвили, 8 лет
15. Йохевед Шошан, 10 лет

Среди погибших было 14 израильтян, одна беременная американка и одна бразильянка. Кроме того, 140 человек получили ранения. Одна из жертв, Хана Нахенберг, оставалась в больнице в постоянном вегетативном состоянии более 20 лет после атаки, пока не умерла от полученных травм 31 мая 2023 года. На момент взрыва ей был 31 год. Её дочь, которой на тот момент было два года, была одной из немногих в ресторане, кто не пострадал.
Йохевед Шошан, 10 лет, погибла, а её 15-летняя сестра Мириам получила серьёзные ранения: в её теле застряло 60 гвоздей, в правом бедре образовалась дыра, ожоги третьей степени на 40 процентах тела и разрыв селезёнки.
Мордехай и Цира Схивесхурдер, оба дети выживших в Холокосте, были убиты вместе с тремя своими детьми. Две другие дочери, Лия, 11 лет, и Хая, 8 лет, были тяжело ранены. Семья была голландского происхождения.

## Террорист и сообщники
Первоначально ответственность взяли на себя ХАМАС и Движение исламского джихада в Палестине.
Террорист-смертник, покончивший с собой в ходе совершения атаки, позже был идентифицирован Изз ад-Дин Шухейль аль-Масри из палестинского города Акаба на Западном берегу. Изз аль-Масри было 22 года, он сын владельца ресторана и из богатой семьи землевладельцев.
Человеком, который изготовил взрывчатку, был Абдалла Баргути. За своё участие в подрыве и ряде других взрывов, в которых погибло 67 мирных жителей и 500 получили ранения, он получил 67 пожизненных заключений 30 ноября 2004 года.

### Ахлам Тамими
Изз аль-Масри сопровождала в ресторан Ахлам Тамими, 20-летняя студентка университета и внештатная журналистка, которая по этому случаю замаскировалась под еврейскую туристку. Позже она прокомментировала, что не сожалеет о содеянном и не признаёт существование Израиля. «Несмотря на то, что меня приговорили к 16 пожизненным срокам, я знаю, что мы освободимся от израильской оккупации, а затем я освобожусь и из тюрьмы», — сказала она. Когда она впервые узнала от журналиста, который брал у неё интервью в тюрьме, что она убила восемь детей, а не только трёх, как она изначально думала, она просто широко улыбнулась и продолжила интервью.
Тамими была освобождена в октябре 2011 года в обмен на освобождение пленного израильского солдата Гилада Шалита. В интервью, которое транслировалось на телеканале «Аль-Акса» 12 июля 2012 года, Тамими описала реакцию других палестинцев сразу после теракта:

Потом, когда я села в автобус, палестинцы вокруг Дамасских ворот [в Иерусалиме] все улыбались. Было видно, что все были счастливы. Когда я села в автобус, никто не знал, что это я привела [террориста-смертника к цели]... Пока я была в автобусе, все поздравляли друг друга.
Услышав первоначальный отчёт о том, что в результате взрыва «погибли три человека», Тамими заявила:

Признаюсь, я была немного разочарована, потому что надеялась на большее число жертв. Но когда они сказали «три погибших», я сказала: «Хвала Аллаху»… Через две минуты по радио сообщили, что число возросло до пяти. Я хотела скрыть улыбку, но не смогла. Хвала Аллаху, это было здорово. Поскольку число погибших продолжало расти, пассажиры аплодировали.
В 2013 году Министерство юстиции США открыло уголовное дело против Тамими. Иордания, где живёт террористка, пока не выдаёт её. Администрация Трампа заявила, что США заплатят 5 миллионов долларов тому, кто поможет захватить Тамими и передать её под суд.

## Последствия
В ответ на теракт Израиль закрыл неофициальное палестинское «иностранное представительство» в Иерусалиме, в Orient House.
В 2001 году семья Малки Ханы (Малки) Рот, 15-летней жертвы атаки, основала The Malki Foundation, благотворительную организацию, которая поддерживает семьи детей с ограниченными возможностями. Все услуги и оборудование предоставляются семьям бесплатно, и люди всех религий и происхождения имеют право на помощь.
Этот инцидент вдохновил семью Бельцберг на создание ONE Family Fund, благотворительной организации, которая оказывает помощь жертвам террористических атак, направленных на Израиль. Муж Шошаны Гринбаум, беременной женщины, убитой в результате атаки, организовал группу под названием «Партнёры по доброте» и написал колонку под названием «Ежедневная доза доброты». Он объяснил, что прилагал эти усилия в попытке «улучшить мир».
После теракта-самоубийства палестинские студенты университета Ан-Наджах в городе Наблус на Западном берегу реки Иордан создали выставку, посвящённую первой годовщине Второй интифады. Главной достопримечательностью выставки стала масштабная реконструкция теракта в «Сбарро». Инсталляция представляла собой сломанную мебель, забрызганную фальшивой кровью и частями человеческих тел. Вход на выставку был проиллюстрирован фреской, изображающей теракт. Позднее экспозиция была закрыта.
19 ноября 2024 года окружной суд Иерусалима постановил, что Палестинская автономия и ООП должна выплатить компенсацию жертвам теракта в десятки миллионов шекелей. Это удалось благодаря усилиям адвоката Меира Схивесхурдера, у которого террорист убил родителей и трёх братьев. Решение основано на факте, что Палестинская автономия финансирует террористов. Предполагается, что деньги будут из налоговых фондов, которые Израиль вычитает из выплат ПА.

## Реакции
Министр иностранных дел Перес сказал, что «если бы Палестинская администрация действовала с необходимой решимостью и провела превентивные задержания террористов ХАМАС и их операторов, убийства сегодня в Иерусалиме были бы предотвращены».
На палестинских территориях хамасовцы взяли на себя ответственность за теракт, который они расценили как «возмездие палестинского народа» против Израиля. Президент Организации освобождения Палестины и Палестинской администрации Ясир Арафат осудил «взрыв… в Западном Иерусалиме, и я осуждаю все действия, которые наносят вред гражданскому населению», но Палестинская администрация обвинила премьер-министра Израиля Ариэля Шарона в провоцировании атаки и заявила, что возлагает на него «полную ответственность за то, что произошло. Убийства, убийства и терроризм, которые он практиковал и усиливал в последние недели, привели к такому результату». На следующий день ПА заявила, что арестовала двух человек «в связи со взрывом в „Сбарро“».
Президент США Джордж Буш выразил соболезнования и заявил: «Я сожалею и решительно осуждаю террористический акт в центре Иерусалима сегодня. Мои искренние соболезнования и соболезнования американского народа жертвам этой ужасной трагедии и их семьям». Буш потребовал от Арафата «осудить этот ужасный террористический акт, немедленно арестовать и привлечь к ответственности виновных и предпринять немедленные последовательные действия для предотвращения будущих террористических актов».
Согласно пресс-релизу ООН, «Генеральный секретарь ООН Кофи Аннан осудил сегодняшний террористический акт террориста-смертника в Иерусалиме. Он осудил все акты террора и выразил глубокую обеспокоенность ужасной гибелью людей». По словам бельгийского председательства в ЕС, «Председательство Европейского союза безоговорочно осуждает теракт в торговом центре в Иерусалиме сегодня, 9 августа. Оно ненавидит этот трусливый акт, в результате которого погибли в основном невинные гражданские лица».

### Обмен пленными 2011 года
Во время обмена пленными при освобождении Гилада Шалита в 2011 году родственники жертв взрыва яростно протестовали против освобождения Ахлам Тамими, которая выбрала ресторан «Сбарро» в качестве цели и отвезла террориста к месту.
Арнольд и Фримет Рот распространили петицию против включения Тамими в обмен пленными, а также написали письмо премьер-министру Биньямину Нетаньяху, призывая его исключить её из списка. Фримет Рот заявила в октябре: «Мы в отчаянии. Мы умоляем господина Нетаньяху уделить нам несколько минут своего времени и выслушать нас. В любой здравомыслящей стране со справедливой судебной системой даже условно-досрочно освобождённые убийцы не освобождаются, не предоставив близким жертв возможности выступить перед комиссией по условно-досрочному освобождению».
Хая Схивесхурдер, чьи родители и трое братьев и сестёр погибли в результате нападения, протестовала с плакатом, на котором было написано: «Кровь моих родителей кричит из могилы!» Её брат Швуэль осквернил мемориал Ицхака Рабина и прокомментировал: «Моё мнение вполне приемлемо по сравнению с [Хаей] и по сравнению с тем, что она думает о сделке. Она была тяжело ранена во время нападения на «Сбарро», она считает, что освобождение террориста — это как если бы её изнасиловали, а затем насильник пошёл и убил её родителей, а теперь его отпускают. Для неё это как быть дважды изнасилованной».

## Память
Спустя десять лет установили мемориальную плиту.
Спустя два десятка лет после теракта в память о погибших назвали родильное отделение в больнице «Шаарей-Цедек».